# Lee Bowman
Lee Bowman (28 de diciembre de 1914 – 25 de diciembre de 1979) fue un actor cinematográfico y televisivo de nacionalidad estadounidense.

## Biografía
Nacido en Cincinnati, Ohio, Bowman se graduó en la American Academy of Dramatic Arts en 1936. Inició su carrera cinematográfica haciendo un pequeño papel en Swing High, Swing Low (1937).  Entre las películas en las que actuó figuran A Man to Remember (1938), Tú y yo (1939), Third Finger, Left Hand (1940), Design for Scandal (1941), Buck Privates (1941),  Tonight and Every Night (1945), Smash-Up: The Story of a Woman (1947) y Youngblood Hawke (1964).  
Bowman también trabajó con regularidad en la televisión, con diferentes actuaciones como artista invitado en la serie Robert Montgomery Presents. Además, presentó un concurso de corta trayectoria, What's Going On?, emitido por la ABC  a finales de 1954, y en 1961 trabajó con Rocky Graziano en la serie the Private Eye Miami Undercover.
Al final de su carrera Bowman fue pionero en desarrollar medios para preparar a los líderes del Partido Republicano en Washington en sus actividades ante los medios de comunicación. Desde 1974 hasta el momento de su muerte fue Presidente del Kingstree Group, una empresa internacional de consultoría que ofrece asesoramiento sobre comunicación a líderes políticos y económicos de todo el mundo. Actualmente la sede de Kingstree se encuentra en Londres, Inglaterra. Bowman fue el responsable de desarrollar el método conversacional en la comunicación oral, que hoy es reconocido como el único modelo exitoso para presentaciones empresariales y políticas y para entrevistas con los medios.
Lee Bowman falleció a causa de un infarto agudo de miocardio en 1979 en el distrito de Brentwood, en Los Ángeles, California, tres días antes de cumplir los 64 años. 